# Rose Bowl

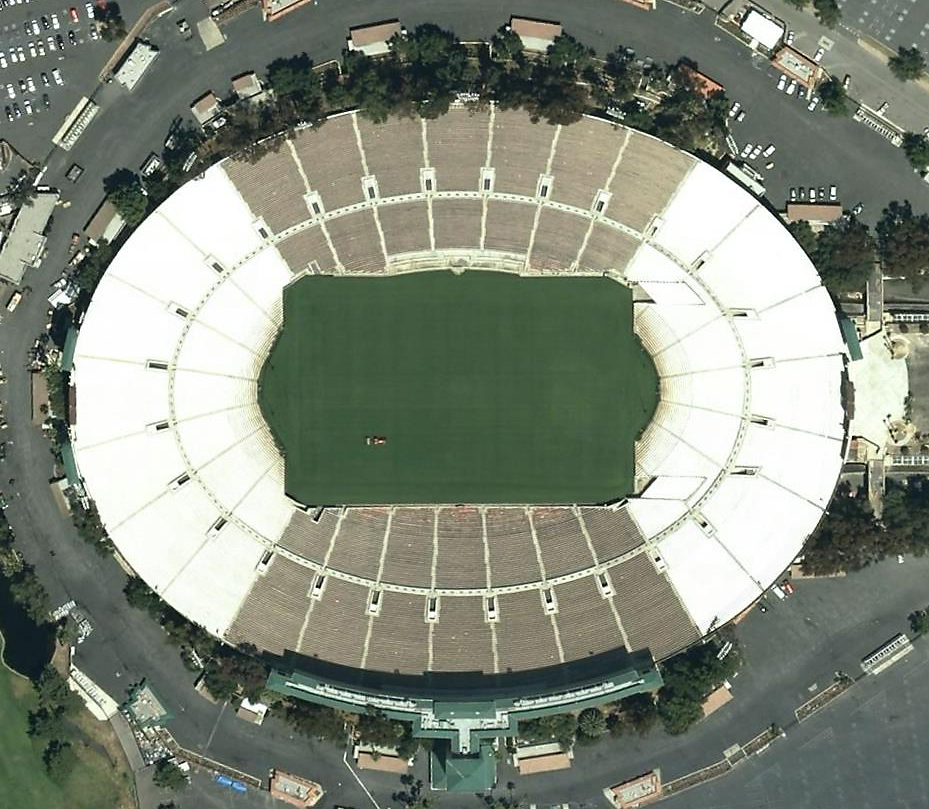
El Rose Bowl Stadium.

El Rose Bowl o Tazón de las Rosas es un partido de fútbol americano universitario que se disputa entre equipos de la División I de la NCAA en el Estadio Rose Bowl de Pasadena (California). 
El Rose Bowl se celebró por primera vez en 1902 y anualmente desde 1916. El Estadio Rose Bowl ha sido sede del partido desde 1923 hasta la actualidad, con una sola excepción en 1942.
Es el más antiguo de los Bowls de fútbol americano, y el que ha dado origen a este término para todos ellos, debido a que en 1923 se comenzó a disputar en el Estadio Rose Bowl y cambió su denominación anterior de Torneo Este-Oeste por el del nombre del estadio. El Estadio Rose Bowl se construyó a imitación del Yale Bowl, en forma de tazón o cuenco ("bowl" en idioma inglés) y de ahí el nombre de ambos estadios.
El partido generalmente enfrenta al campeón de la Big Ten Conference con el de la Pacific-12 Conference, salvo excepciones. Se disputa habitualmente el día de año nuevo con algunas excepciones, por ejemplo cuando el 1 de enero es un domingo; en tal caso el partido se celebra el día siguiente.
El Rose Bowl se incorporó al Bowl Championship Series en la temporada 1998, y fue sede del BCS National Championship Game en las temporadas 2001 y 2005. Desde la temporada 2014 es uno de los seis Bowls que acogen rotatoriamente las semifinales del College Football Playoff.

## Historia

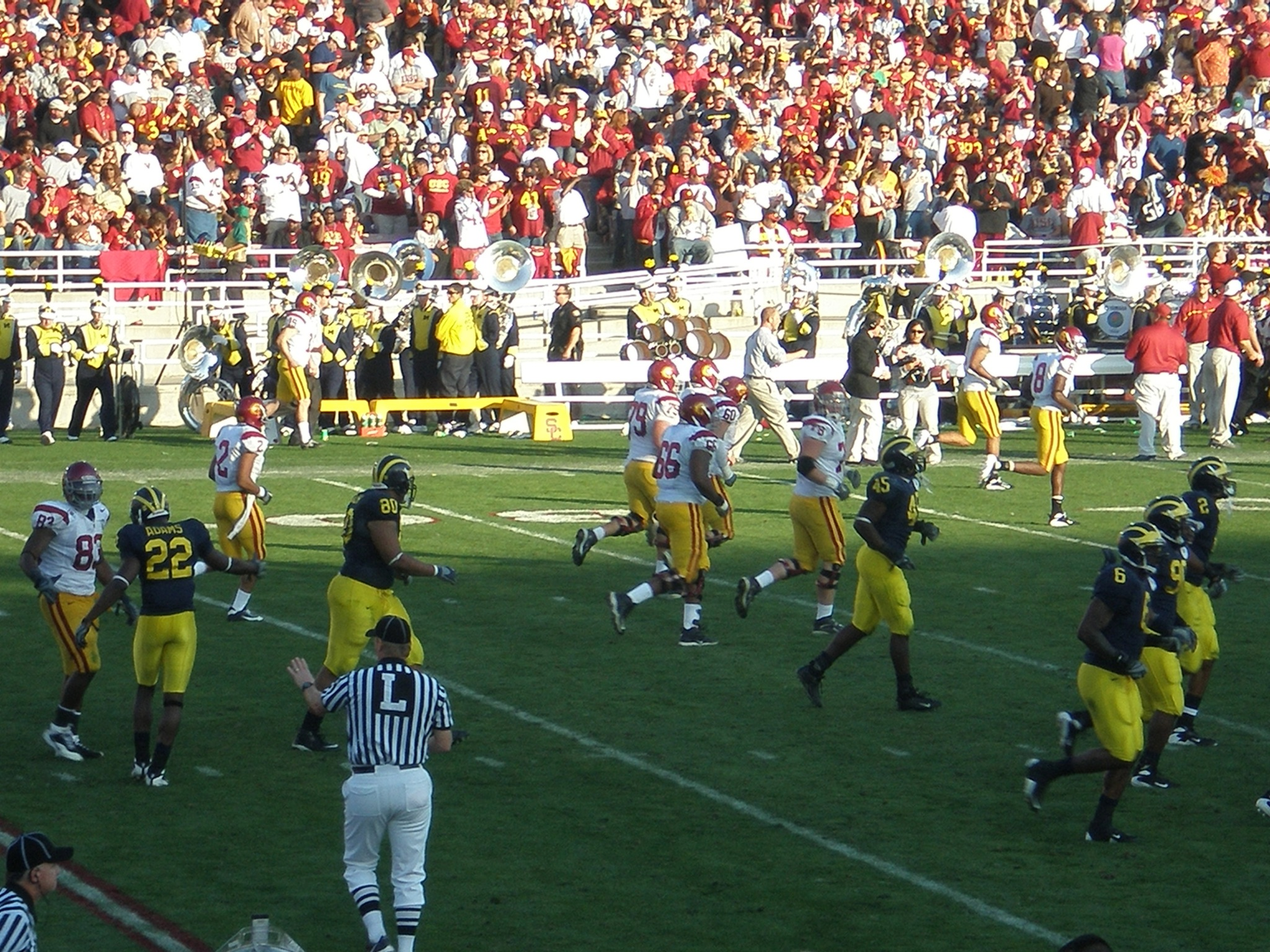
Rose Bowl de 2007, en el que USC venció a Míchigan.

Se creó como Torneo Este-Oeste (Tournament East-West football game en idioma inglés), y su primera edición se disputó el día 1 de enero de 1902, cuando Michigan, representando al Este, se enfrentó a Stanford, por el Oeste.
Hasta 1923, cuando se construyó el Estadio Rose Bowl, los partidos se jugaron en el Tournament Park, solamente tres millas al sur del actual estadio. En 1942 el partido se llevó a cabo en el Wallace Wade Stadium, de los Duke Blue Devils, en Durham, Carolina del Norte, debido a las restricciones sobre grandes concentraciones de gente en la Costa Oeste, tras el ataque a Pearl Harbor.
La edición 2021 del Juego del Rose Bowl se jugará en el AT&T Stadium en Arlington, Texas el día de Año Nuevo (1 de enero) debido a la reciente pandemia del Coronavirus que ha azotado al Sur de California por los días feriados de Acción de Gracias, Navidad y Año Nuevo.

## Palmarés
| Temporada | Año  | Ganador                | Ganador | Oponente               | Oponente |
| --------- | ---- | ---------------------- | ------- | ---------------------- | -------- |
| 1901      | 1902 | Míchigan               | 49      | Stanford               | 0        |
| 1915      | 1916 | Estatal de Washington  | 14      | Brown                  | 0        |
| 1916      | 1917 | Oregón                 | 14      | Pensilvania            | 0        |
| 1917      | 1918 | Mare Island-Navy       | 19      | Fort Lewis-Army        | 7        |
| 1918      | 1919 | Great Lakes-Navy       | 17      | Mare Island-Navy       | 0        |
| 1919      | 1920 | Harvard                | 7       | Oregón                 | 6        |
| 1920      | 1921 | California-Berkeley    | 28      | Estatal de Ohio        | 0        |
| 1921      | 1922 | California-Berkeley    | 0       | Washington & Jefferson | 0        |
| 1922      | 1923 | Sur de California      | 14      | Estatal de Pensilvania | 3        |
| 1923      | 1924 | Washington             | 14      | Academia Naval         | 14       |
| 1924      | 1925 | Notre Dame             | 27      | Stanford               | 10       |
| 1925      | 1926 | Alabama                | 20      | Washington             | 19       |
| 1926      | 1927 | Stanford               | 7       | Alabama                | 7        |
| 1927      | 1928 | Stanford               | 7       | Pittsburgh             | 6        |
| 1928      | 1929 | Tec. de Georgia        | 8       | California-Berkeley    | 7        |
| 1929      | 1930 | Sur de California      | 47      | Pittsburgh             | 14       |
| 1930      | 1931 | Alabama                | 24      | Estatal de Washington  | 0        |
| 1931      | 1932 | Sur de California      | 21      | Tulane                 | 12       |
| 1932      | 1933 | Sur de California      | 35      | Pittsburgh             | 0        |
| 1933      | 1934 | Columbia               | 7       | Stanford               | 0        |
| 1934      | 1935 | Alabama                | 29      | Stanford               | 13       |
| 1935      | 1936 | Stanford               | 7       | Metodista del Sur      | 0        |
| 1936      | 1937 | Pittsburgh             | 21      | Washington             | 0        |
| 1937      | 1938 | California-Berkeley    | 13      | Alabama                | 0        |
| 1938      | 1939 | Sur de California      | 7       | Duke                   | 3        |
| 1939      | 1940 | Sur de California      | 14      | Tennessee              | 0        |
| 1940      | 1941 | Stanford               | 21      | Nebraska               | 13       |
| 1941      | 1942 | Estatal de Oregón      | 20      | Duke                   | 16       |
| 1942      | 1943 | Georgia                | 9       | UCLA                   | 0        |
| 1943      | 1944 | Sur de California      | 29      | Washington             | 0        |
| 1944      | 1945 | Sur de California      | 25      | Tennessee              | 0        |
| 1945      | 1946 | Alabama                | 34      | Sur de California      | 14       |
| 1946      | 1947 | Illinois               | 45      | UCLA                   | 14       |
| 1947      | 1948 | Míchigan               | 49      | Sur de California      | 0        |
| 1948      | 1949 | Northwestern           | 20      | California-Berkeley    | 14       |
| 1949      | 1950 | Estatal de Ohio        | 17      | California-Berkeley    | 14       |
| 1950      | 1951 | Míchigan               | 14      | California-Berkeley    | 6        |
| 1951      | 1952 | Illinois               | 40      | Stanford               | 7        |
| 1952      | 1953 | Sur de California      | 7       | Wisconsin              | 0        |
| 1953      | 1954 | Estatal de Míchigan    | 28      | UCLA                   | 20       |
| 1954      | 1955 | Estatal de Ohio        | 20      | Sur de California      | 7        |
| 1955      | 1956 | Estatal de Míchigan    | 17      | UCLA                   | 14       |
| 1956      | 1957 | Iowa                   | 35      | Estatal de Oregón      | 19       |
| 1957      | 1958 | Estatal de Ohio        | 10      | Oregón                 | 7        |
| 1958      | 1959 | Iowa                   | 38      | California-Berkeley    | 12       |
| 1959      | 1960 | Washington             | 44      | Wisconsin              | 8        |
| 1960      | 1961 | Washington             | 17      | Minnesota              | 7        |
| 1961      | 1962 | Minnesota              | 21      | UCLA                   | 3        |
| 1962      | 1963 | Sur de California      | 42      | Wisconsin              | 37       |
| 1963      | 1964 | Illinois               | 17      | Washington             | 7        |
| 1964      | 1965 | Míchigan               | 34      | Estatal de Oregón      | 7        |
| 1965      | 1966 | UCLA                   | 14      | Estatal de Míchigan    | 12       |
| 1966      | 1967 | Purdue                 | 14      | Sur de California      | 13       |
| 1967      | 1968 | Sur de California      | 14      | Indiana                | 3        |
| 1968      | 1969 | Estatal de Ohio        | 27      | Sur de California      | 16       |
| 1969      | 1970 | Sur de California      | 10      | Míchigan               | 3        |
| 1970      | 1971 | Stanford               | 27      | Estatal de Ohio        | 17       |
| 1971      | 1972 | Stanford               | 13      | Míchigan               | 12       |
| 1972      | 1973 | Sur de California      | 42      | Estatal de Ohio        | 17       |
| 1973      | 1974 | Estatal de Ohio        | 42      | Sur de California      | 21       |
| 1974      | 1975 | Sur de California      | 18      | Estatal de Ohio        | 17       |
| 1975      | 1976 | UCLA                   | 23      | Estatal de Ohio        | 10       |
| 1976      | 1977 | Sur de California      | 14      | Míchigan               | 6        |
| 1977      | 1978 | Washington             | 27      | Míchigan               | 20       |
| 1978      | 1979 | Sur de California      | 17      | Míchigan               | 10       |
| 1979      | 1980 | Sur de California      | 17      | Estatal de Ohio        | 16       |
| 1980      | 1981 | Míchigan               | 23      | Washington             | 6        |
| 1981      | 1982 | Washington             | 28      | Iowa                   | 0        |
| 1982      | 1983 | UCLA                   | 24      | Míchigan               | 14       |
| 1983      | 1984 | UCLA                   | 45      | Illinois               | 9        |
| 1984      | 1985 | Sur de California      | 20      | Estatal de Ohio        | 17       |
| 1985      | 1986 | UCLA                   | 45      | Iowa                   | 28       |
| 1986      | 1987 | Estatal de Arizona     | 22      | Míchigan               | 15       |
| 1987      | 1988 | Estatal de Míchigan    | 20      | Sur de California      | 17       |
| 1988      | 1989 | Míchigan               | 22      | Sur de California      | 14       |
| 1989      | 1990 | Sur de California      | 17      | Míchigan               | 10       |
| 1990      | 1991 | Washington             | 46      | Iowa                   | 34       |
| 1991      | 1992 | Washington             | 34      | Míchigan               | 14       |
| 1992      | 1993 | Míchigan               | 38      | Washington             | 31       |
| 1993      | 1994 | Wisconsin              | 21      | UCLA                   | 16       |
| 1994      | 1995 | Estatal de Pensilvania | 38      | Oregón                 | 20       |
| 1995      | 1996 | Sur de California      | 41      | Northwestern           | 32       |
| 1996      | 1997 | Estatal de Ohio        | 20      | Estatal de Arizona     | 17       |
| 1997      | 1998 | Míchigan               | 21      | Estatal de Washington  | 16       |
| 1998      | 1999 | Wisconsin              | 38      | UCLA                   | 31       |
| 1999      | 2000 | Wisconsin              | 17      | Stanford               | 9        |
| 2000      | 2001 | Washington             | 34      | Purdue                 | 24       |
| 2001      | 2002 | Miami                  | 37      | Nebraska               | 14       |
| 2002      | 2003 | Oklahoma               | 34      | Estatal de Washington  | 14       |
| 2003      | 2004 | Sur de California      | 28      | Míchigan               | 14       |
| 2004      | 2005 | Texas                  | 38      | Míchigan               | 37       |
| 2005      | 2006 | Texas                  | 41      | Sur de California      | 38       |
| 2006      | 2007 | Sur de California      | 32      | Míchigan               | 18       |
| 2007      | 2008 | Sur de California      | 49      | Illinois               | 17       |
| 2008      | 2009 | Sur de California      | 38      | Estatal de Pensilvania | 24       |
| 2009      | 2010 | Estatal de Ohio        | 26      | Oregón                 | 17       |
| 2010      | 2011 | Cristiana de Texas     | 21      | Wisconsin              | 19       |
| 2011      | 2012 | Oregón                 | 45      | Wisconsin              | 38       |
| 2012      | 2013 | Stanford               | 20      | Wisconsin              | 14       |
| 2013      | 2014 | Estatal de Míchigan    | 24      | Stanford               | 20       |
| 2014      | 2015 | Oregón                 | 59      | Estatal de Florida     | 20       |
| 2015      | 2016 | Stanford               | 45      | Iowa                   | 16       |
| 2016      | 2017 | Sur de California      | 52      | Estatal de Pensilvania | 49       |
| 2017      | 2018 | Georgia                | 54      | Oklahoma               | 48 (2OT) |
| 2018      | 2019 | Estatal de Ohio        | 28      | Washington             | 23       |
| 2019      | 2020 | Oregon                 | 28      | Wisconsin              | 27       |
| 2020      | 2021 | Alabama                | 31      | Notre Dame             | 14       |
| 2021      | 2022 | Estatal de Ohio        | 48      | Utah                   | 45       |
| 2022      | 2023 | Estatal de Pensilvania | 35      | Utah                   | 21       |
| 2023      | 2024 | Michigan               | 27      | Alabama                | 20 (OT)  |
| 2024      | 2025 | Estatal de Ohio        | 41      | Tennessee              | 21       |

## Equipos destacados
| Equipo              | Participaciones | Victorias | Conferencia |
| ------------------- | --------------- | --------- | ----------- |
| Sur de California   | 34              | 25        | Pac-12      |
| Estatal de Ohio     | 17              | 10        | Big Ten     |
| Míchigan            | 21              | 9         | Big Ten     |
| Stanford            | 15              | 7         | Pac-12      |
| Washington          | 15              | 7         | Pac-12      |
| UCLA                | 12              | 5         | Pac-12      |
| Wisconsin           | 10              | 3         | Big Ten     |
| Oregón              | 8               | 4         | Pac-12      |
| Alabama             | 6               | 4         | SEC         |
| Estatal de Míchigan | 5               | 4         | Big Ten     |
| Illinois            | 5               | 3         | Big Ten     |